# Рокавиви (Л'Аквила)
Рокавиви (итал. Roccavivi) је насеље у Италији у округу Л'Аквила, региону Абруцо.
Према процени из 2011. у насељу је живело 1046 становника. Насеље се налази на надморској висини од 474 м.